# محمود النصار
محمود النصار، أبو حمد، والد حمد البك، سياسي عاش في جبل عامل جنوب لبنان منذ ما يقارب المائتان وخمسون عاما. وهو من آل علي الصغير.

## نسبه
هو محمود بن نصار الثاني بن نصار الأول بن أحمد بن مشرف بن أحمد بن نصار بن حسين بن علي الصغير الوائلي.

## عائلته

### إخوته
- ناصيف النصار
- ظاهر النصار (المتوفي عام 1162 هجرية): جدّد بناء قلعة دوبية، ولمّا اتمّ بناءها صعد إلى أعلاها ليشرف على مناظرها فسقط ومات
- مراد النصار: سكن قلعة دوبية بعد وفاة أخيه ظاهر النصار، ومن بعده سكنها إبنه قاسم مراد النصار

### أولاده
- حمد البك: المكنّى بأبي فدعم لم يعقب بولد وعاش بعد أبيه 76 عاما.[2]
- محمد البك: كان المثل يُضرب بصباحته وجماله، فكان بهيّ الطلعة وقورا شجاعا وسخيّا[3]، توفي في العام 1237 هجرية (حوالي 1823 ميلادي)، فرّ من البلاد في عهد الجزّار والتجأ إلى عكار وله ولد اسمه أسعد بك كان يعيش مع عمه، وأسعد بك المذكور توفي في العام 1253 هجرية (حوالي 1839 ميلادي)، وله ابن يدعى علي بك الأسعد وقد ولد علي بك الأسعد في نفس عام وفاة جده محمد بك المحمود النصار.
- له ولد يُدعى أحمد بن محمود النصار، ولا تتوفر عنه الكثير من المعلومات في المصادر التاريخية.

## سيرته
- كان يعيش مع أخيه ناصيف في قلعة تبنين وله فيها مقصورة خاصة، تعرف بإيوان أبي حمد
- قال عنه الشهابي في تاريخه أنه كان يعدّ بألف فارس.[4]
- كان وجوده في جيش ناصيف النصار كفيل بإلقاء الرعب في نفوس أعدائه نظرا لصيته في القتال وشدة بأسه.
- عندما مات أخفى أخوه ناصيف النصار أمر موته مخافة طمع أعدائه به. وأقام الأفراح لبنيه وأبناء عمومته حتى يصرف نظر الناس عن موت أخيه ويخفي الأمر.

## كيفية وفاته (معركة الرقاد)
في العام 1193 هجرية (حوالي 1779 ميلادي) جرت حرب بين عرب الصفرة وعرب السردية وعرب بني صخر من جهة وبين بني حسن المرؤوسين لآل مزيد من جهة أخرى، فاستنجد آل مزيد بالدولة وعساكرها وكان زعيمهم يدعى فاضل المهنّا، واستنجد العرب بناصيف النصار الذي أرسل جيشا لنجدتهم بقيادة أخيه أبو حمد.
والتقي الجيشان في (الجيدور) قرب حوران وكان الفصل شتاء وكان المطر قد استمر ثمان أيام بلياليها والبرد شديد، فجازف أبو حمد وقرر اجتياز نهر الرقاد الذي كان يفصل بين المتحاربين للوصول إلى الطرف الآخر حيث خصومه وجازف معه ابن أخيه قاسم المراد، وعدد من الفرسان وكانوا مثقلين بالأمتعة المبللة بالمياه فانهال عليه الفرسان من كل جانب فقتلوه مع ابن أخيه قاسم المراد وقتل معه 100 فارس وقيل 200 فارس.
وبعد ذلك فرّ بنو مزيد لما علموا أن المقتول هو أبو حمد، فجهّز ناصيف جيشا وتعقبهم ووصل إلى حيث مضارب قبيلتهم فلم يجد فيها إلا النساء والأطفال والضعفاء فعفا عنهم وعاد، وهذه المكرمة تسجّل لناصيف النصار انه عفا عند القدرة على البطش.
ولكن ناصيف ظل متكتما على أمر وفاة أخيه حتى لا يطمع الآخرون به.
وتُعرف المعركة التي قُتل فيها أبو حمد بمعركة الرقاد نسبة إلى نهر الرقاد ابذي كان يفضل بين المتحاربين.

## تاريخ وفاته
اختلف المؤرخون في سنة وفاته فقال حيدر الركيني في تاريخه أنه مات سنة 1164 هجرية، أما الشهابي فقد جعل وفاته في العام 1197 هجرية، والأصح كما ذهب إليه الشيخ محمد تقي الفقيه أنه توفي في العام 1193 هجرية.
وقد أرّخ الشاعر والعالم إبراهيم بن يحيى الطيباوي (أو الطيبي) عام وفاة أبو حمد فقال: